# Aneela Mirza
Aneela Mirza, er en dansk sanger, der er kendt for sin medvirken i popgruppen Toy-Box og som solokunstner under navnet Aneela. 
Mirza er født i og opvokset i Danmark. Hendes mor er halv iransk og halv pakistansk, mens hende fra parsi. Hendes forældre mødtes i Indonesien, før de flyttede til Danmark.
Hun var en del af popgruppen Toy-Box, der oplevede stor succes i slutningen af 1990'erne og begyndelsen af 2000'erne, hvor de solgte over 4,5 millioner albums. Gruppen udgav to bubblegum dance-albums kaldet FanTastic (1999) og ToyRide (2001). Deres største hits inkluderede "Tarzan & Jane" og "Best Friend".
Efter gruppen gik fra hinanden forsøgte Aneela sig som solokunstner, og hun udgav sin første single, "Bombay Dreams", i 2005. Sangen var et samarbejde med popsangeren Arash, som hun havde arbejdet med på flere andre sange bl.a. "Chori Chori" (som er skrevet på Snows sang "Informer"). Udover sin solokarriere har Aneela også produceret og skrevet for den danske sanger Burhan G og R&B produceren Saqib.
Aneela bor i Los Angeles.

## Diskografi

### Med Toy-Box
- Fantastic (1999)
- Toy Ride (2001)

### Solo
- Mahi (2006)

## Singler
| År   | Titel                                            | Album              | SWE | DK | GER | BEL | SCH |
| ---- | ------------------------------------------------ | ------------------ | --- | -- | --- | --- | --- |
| 2004 | "Bombay Dreams featuring Rebecca Zadig og Arash" | Bombay Dreams B.O. | 3   | -  | -   | -   | -   |
| 2005 | "Jaande"                                         | Mahi               | -   | -  | 39  | 15  | -   |
| 2006 | "Chori Chori featuring Arash"                    | Mahi               | 15  | -  | 47  | -   | 82  |
| 2006 | "Mahi"                                           | Mahi               | -   | -  | -   | -   | -   |

## Filmografi
- Bombay Dreams - 2004
- Bluffmaster! - 2005 - "Say Na Say Na"